# Ministère de l'Éducation (Nouvelle-Zélande)
Pour les articles homonymes, voir Ministère de l'Éducation.
Le ministère de l'Éducation (en maori: Te Tāhuhu o te Mātauranga) est le service public néo-zélandais chargé de superviser le système éducatif néo-zélandais. Le ministère a été créé en 1989 lorsque l'ancien ministère de l’Éducation a été divisé en six agences distinctes.

## Histoire
Le ministère a été créé à la suite du groupe de travail Picot par le gouvernement travailliste en juillet 1987 pour réviser le système éducatif néo-zélandais. Les membres étaient Brian Picot (en), un homme d'affaires, Peter Ramsay (en), professeur agrégé d'éducation à l'université de Waikato, Margaret Rosemergy, maître de conférences au Wellington College of Education, Whetumarama Wereta (en), chercheur en sciences sociales au ministère du Développement maori et Colin Wise, un autre homme d'affaires. Le groupe de travail était assisté par du personnel du Trésor Public et de la Commission des services de l'État (SSC), qui ont fait pression sur le groupe de travail pour qu'il s'oriente vers la privatisation de l'éducation, puisque cela s'était produit avec d'autres services gouvernementaux. Le mandat était d'examiner les structures de gestion et la rentabilité, mais n'incluait pas le programme d'études, l'enseignement ou l'efficacité. En 9 mois, la commission a reçu les commentaires de plus de 700 personnes ou organisations.
Le groupe de travail Picot (en) a publié son rapport intitulé : Administering for Excellence: Effective Administration in Education (Administrer pour l'excellence : une administration efficace dans l'éducation) en mai 1988. Le rapport critiquait le ministère de l'Éducation, qu'il qualifiait d'inefficace et d'insensible. Le groupe de travail a conçu la charte de l'école comme un « contrat entre les conseils scolaires, la communauté locale et l'autorité centrale » et le gouvernement a accepté bon nombre des recommandations publiées par la suite dans leur réponse - Tomorrow's Schools (en) (les « écoles de demain »). Il recommandait un système où chaque école serait largement indépendante, régie par un conseil composé principalement de parents, bien que soumis à l'examen et à l'inspection par des agences gouvernementales spécialisées. Une autre recommandation était que les conseils d'administration soient rendus responsables devant le ministre de l'Éducation, qui a obtenu le pouvoir de révoquer ces conseils.
Le rapport Picot est devenu la base d'un long processus de réforme de l'éducation en Nouvelle-Zélande à partir de 1989. Lorsque le parti National a été élu en octobre 1990, il a effectué une nouvelle série d'examens pédagogiques qui ont abouti à la publication de Education Policy: Investing in People, Our Greatest Asset (Politique d'éducation : investir pour les personnes, notre plus grand atout). Cela a entraîné de nouvelles modifications de la structure de la réforme de l'éducation et, selon un universitaire, a créé « un système qui est loin des intentions de Picot. Il y a eu une série continue de changements et de réévaluations qui a provoqué le chaos, la confusion et une insécurité massive dans tout le secteur de l'éducation ».

## Responsabilités
Le rôle du ministère est d'élever le niveau global de réussite scolaire et de réduire les disparités. Ce n'est pas un fournisseur d'éducation. Ce rôle est rempli par des conseils d'administration élus pour chaque École publique néozélandaise. Le ministère a de nombreuses fonctions - conseiller le gouvernement, fournir des informations au secteur, fournir des ressources d'apprentissage, administrer la réglementation et le financement du secteur et fournir des services spécialisés. Le ministère travaille avec d'autres agences d'éducation, notamment l'Education Review Office, l'Autorité de qualifications de la Nouvelle-Zélande (en) et Learning Media Limited (en).
Bien que le rôle du ministère soit d'élever le niveau de réussite scolaire, c'est aussi le mécanisme par lequel le gouvernement de l'époque met en œuvre sa politique d'éducation. Lorsque le gouvernement modifie des aspects de sa politique en matière d'éducation, le ministère est responsable de la mise en œuvre de ces changements. Parfois, le ministère se retrouve dans la position difficile d'essayer de mettre en œuvre des changements induits par la politique dans la politique de l'éducation auxquels les enseignants, les parents et les conseils d'administration peuvent s'opposer. Les changements introduits par le Gouvernement  nationalnéozélandais en 2011-2012 en sont un exemple.
Pour que le ministère puisse s'acquitter efficacement de son rôle, il dépend du financement des contribuables fourni par le gouvernement. Lorsque le gouvernement augmente le financement ou exige des compressions financières, cela a également une incidence sur la capacité du ministère à remplir son rôle. En 2013, le gouvernement a fourni environ 12,2 milliards de dollars pour financer l'éducation en Nouvelle-Zélande.

## Ministres
Le ministère dessert 1 portefeuille, 1 ministre et 3 ministres associés.
| Titulaire de charge    | Portefeuille(s)                                           | Autre(s) responsabilité(s)                             |
| Hon Chris Hipkins      | Ministre principal (Ministre de l'éducation néozélandais) |                                                        |
| Hon Jan Tinetti        |                                                           | Ministre associé de l'Éducation                        |
| Hon Kelvin Davis       |                                                           | Ministre associé de l'Éducation (éducation maorie)     |
| Hon Aupito William Sio |                                                           | Ministre associé de l'Éducation (Peuples du Pacifique) |